# Війна (фільм, 2007)
«Війна» (англ. War) — бойовик, який створили режисер Філліп Етвелл і хореограф Юань Куї. У фільмі показано жорстокі, криваві сцени.

## Сюжет
Під час перестрілки з китайською тріадою на складі біля причалу, агенти ФБР Джон Кроуфорд і Том Лоун натикаються на відомого вбивцю Роуг. Роуг, колишній вбивця ЦРУ перейшов на бік якудза, нападає на Кроуфорда і готується вбити його, коли з'являється Лоун і стріляє Роуг в обличчя, після чого той падає у воду і зникає. Через три дні Роуг мстить за це, прийшовши в будинок до Лоун, де він стріляє в обличчя Тома, вбиває його дружину і дочку перед ним, потім вбиває самого Лоун і спалює будинок дотла. Кроуфорд клянеться помститися за смерть напарника.
Через три роки, Роуг повертається в Сан-Франциско, видно, перейшовши на сторону босса тріади Чана. Роуг допомагає Чану у боротьбі з головним ворогом і своїм колишнім наймачем — лідером японської якудзи Сіро. Завдання Роуг — повернути Чану пару древніх золотих коней, сімейне надбання Чанів, яке Сіро вкрав багато років тому. Але Роуг таємно налаштовує якудзу і тріаду один проти одного, щоб почати війну між угрупуваннями.
Кроуфорд, тепер глава відділу ФБР по азійській злочинності, має намір зловити Роуг і помститися йому за вбивство Лоун. Його переслідування вбивці призвело до того, що його дружина пішла від нього, оскільки він проводить майже весь свій час на роботі, і навіть не може відволіктися, щоб провести час зі своїм сином. Кроуфорд переслідує Роуг кілька разів після чергових вбивств проти якудзи і тріади, але вбивця всякий раз виявляється на крок попереду.
Зрештою виявляється, що Роуг весь цей час працював на якудзу, втираючись в довіру до Чану, щоб пізніше зрадити його. Йому наказують також вбити дружину і дитину Чана. Хоча він дійсно зраджує і вбиває Чана, його дружині і дитині він допомагає сховатися в безпечному місці і вбиває помічників, посланих з ним для вбивства Чана.
Зі смертю Чана, Сіро нарешті вирішує прилетіти в Америку, де він збирається особисто взяти управління над бізнес-операціями якудзи. Але його зустрічає Кроуфорд з ФБР, котрий показує йому докази зради Роуг, але Сіро відмовляється допомогти ФБР знайти вбивцю.
Пізніше Роуг з'являється, щоб доставити коні особисто Сіро. Сіро, знаючи про зраду Роуг, ловить його і вимагає сказати про місцеперебування сім'ї Чана. Роуг вбиває людей Сіро і вступає з ним у бій на мечах. У підсумку бою показано історію Роуг, який насправді є Томом Лоуном. Коли справжній Роуг відволікся, щоб убити його дружину і дочку три роки тому, Лоун вдалося взяти гору і вбити Роуг. Лоун зробив собі пластичну операцію і взяв личину Роуг, щоб помститися за загибель сім'ї. Роуг / Лоун розкриває, що всі його дії були призначені для того, щоб зустрітися з самим Сіро і помститися йому за наказ про вбивство його сім'ї. Сіро у відповідь розповідає, що чоловік відповідальний за смерть дружини і дочки Лоун не хто інший, як Джон Кроуфорд. Кроуфорд, виявляється, довгий час працював на Сіро і дав якудзу ім'я та адресу Лоун. У люті, Роуг обеззброює і стинає голову Сіро.
Потім Роуг зв'язується з Кроуфордом і призначає місце зустрічі там, де все почалося три роки тому. Кроуфорд йде на той самий склад, де Роуг і він сам вступають у відчайдушну рукопашну сутичку. Коли Роуг, нарешті, розкриває, що він і є його колишній напарник, Кроуфорд говорить, що дав Сіро його адресу тоді лише тому, що думав, що якудза лише налякають Лоун, щоб провчити його за вбивство Роуг. Кроуфорд каже, що не знав, що Сіро пошле самого Роуг, щоб убити сім'ю Лоун і просить вибачення. Роуг відповідає: «Том Лоун мертвий, мене звуть Rouge» і готується застрелити Кроуфорда. У цей час снайпер ФБР готується вбити Роуг, але Кроуфорд своїм тілом прикриває колишнього напарника. Потім Роуг вбиває Кроуфорда і їде.
Вдова Чана отримує посилку від Роуг, в якій говориться, щоб вона почала нове життя. В посилці одна із золотих коней. Дочка Сіро в Японії теж отримує посилку з тим же повідомленням (по-японськи), але в посилці голова її батька.

## Касові збори
Війна на першому тижні прокату з 24 серпня 2007 зібрала $9 820 089 у 2277 кінотеатрах. До грудня 2007 року фільм зібрав $22 466 994 в США і $17 778 869 в інших країнах, тим самим в підсумку отримавши $40 245 863. Однак на DVD в США картина зібрала $20 248 753

## Реакція критики
Фільм має рейтинг 14 % на зібранні рецензій Rotten Tomatoes.

## У ролях
| Актор             | Роль            |
| ----------------- | --------------- |
| Джет Лі           | Роуг            |
| Джейсон Стейтем   | Джон Кроуфорд   |
| Джон Лоун         | Чан             |
| Метью Сент-Патрік | Вик             |
| Санґ Канґ         | Гої             |
| Луїс Гузман       | Бенні           |
| Ісібасі Ре        | Сіро            |
| Террі Чень        | Том Лоун        |
| Марк Чень         | У Ті            |
| Надін Веласкез    | Марія           |
| Стеф Сун          | Даян            |
| Девон Аокі        | Кіра            |
| Андреа Рот        | Дженні Кроуфорд |

## Саундтрек
1. «Spyked» 2:31
2. «War Opening Titles» 5:05
3. «Confession» 3:05
4. «Rooftop Pursuit» 1:44
5. «Whips» 2:14
6. «Swordfight» 5:16
7. RZA « Rogue Cleans Da Hizouse »2:15
8. « Getting Started / Scene of the Crime »2:51
9. Mark Batson -« The Set Up / Mr. Chang Sends Regards »2:36
10. « Shiro Comes to Town »3:55
11. « Bangkok Downtown »02:18
12. « This Isn't Japan »2:16
13. « Cop Hunting / Face to Face »2:42
14. Mark Batson -« Compliments of Mr. Chang »00:36
15. « Rogue's Revenge »1:09
16. «Showdown»2:49
17. « Plans for Retaliation »04:00
18. « Watching the Changes »00: 45
19. «Shiro's Estate» 2:33
20. «War End Credits» 5:31
21. Machines of Loving Grace «Suicide King» 4:04
22. «War Opening Titles (Remix) »4:54
23. « Gayle Moran and Dr.Dre Afterlife (OST War) »2:27

## Цікаві факти
- Робоча назва фільму було«Роуг»(англ. Rogue), але було змінено щоб не викликати проблем з іншим фільмом під назвою «Шахрай». У Rogue Assassin).
- Стейтем відразу підтвердив свій намір брати участь у проєкті. На це рішення вплинуло ім'я Джет Лі, з яким Джейсон вже працював раніше (див. «Протистояння»).